# Setad Ejraï Farman Imam
La Setâd-e Ejrây-ye Farmân-e Emâm (SETAD), in inglese Execution of Imam Khomeini's Order (EIKO) è un'azienda pubblica sotto il diretto controllo della Guida suprema dell'Iran.
Secondo il Dipartimento del Tesoro degli Stati Uniti, "EIKO è un colosso commerciale sotto la supervisione diretta del leader supremo Ali Khamenei, con una partecipazione in quasi tutti i settori dell'economia iraniana, incluse energia, telecomunicazioni e servizi finanziari.
L'USDT ha apportato delle sanzioni contro l'EIKO, rea di aver sistematicamente violato i diritti dei dissidenti confiscando terre e proprietà agli oppositori del regime, compresi oppositori politici, minoranze religiose e iraniani esiliati.
Particolarmente colpita è la comunità Bahá'í. Nel 2021 è stata lanciata una campagna globale chiamata #ItsTheirLand per accendere i riflettori sulle espropriazioni della EIKO ai danni di decine di famiglie di agricoltori a Mazandaran.